# Джефрі Гібсон
Джефрі Гібсон (англ. Jeffrey Gibson, 31 березня 1972, ) — американський художник та скульптор народності Чокто-Черокі.

## Ранні роки
Народився в Колорадо, коли він був дитиною його сім'я часто переїжджала. Юність прожив в Німеччині та Кореї. Важливим для його ролі як художника, були твердження прес-релізу про те що «Це унікальне поєднання культурних перспектив та експозицій є невід'ємними частинами розуміння картин Гібсона які комбінують та трансформують, здавалося різні характерні риси малювання з західних та незахідних джерел».

## Вища Освіта
У 1995 році Гібсон отримав ступінь бакалавра образотворчого мистецтва у Художньому інституті в Чикаго. У 1998 році отримав ступінь магістра Художніх мистецтв в Королівському коледжі мистецтв, що було оплачено Оркестром Міссісіпі Індіанців Чокто. Гібсон про надану йому можливість: «Моя спільнота підтримала мене… Мій вождь відчув що якщо я туди піду, будучи сильним художником, то це зробить його сильнішим».

## Теперішнє життя
Зараз він художник в Резиденції при Бардівському коледжі і викладає у художній студії. У 2010 році він був запрошеним художником у Каліфорнійському коледжі мистецтв. Він живе та працює в Гудзоні, штат Нью-Йорк.

## Кар'єра художнього мистецтва
|                 | Для мене було важливим уявити собі утопію, і це відноситься до того що я є корінним американцем і зростав виключно в Західній споживчій культурі. Моїм бажанням було зіграти роль провідника зображенням привабливих ландшафтів, за допомогою живопису та зразків пошуку, це була реакція на те що рідні племена постійно описувалися як частина ностальгічного та романтичного бачення життя індіанців до колонізації. Естетичність цих картин та скульптур прийшла з рубежу століть примх Ірокі, історичних заклинань регалій, культурних прикрас незахідних культур, техно рейву та клубної культури, а також ранніх утопічних моделей |
| — Джефрі Гібсон | |

.

## Впливи
Гібсон черпає натхнення з подій які обертаються навколо танців, беружи натхнення від Лі Бауері і його драматичної персони з нічних клубів. Знахарі, нічні клуби та марення додають контрасту як сільським та міським майданчикам, виступаючи місцями для танців, рухів, і драматичних модних регалій. Дотримуючись регалій бісероплетіння Ірокі 19 століття також надають натхнення, так як кольорові намистини часто знаходять своє місце в мистецтві Гібсона. Гібсон також створив свій власний стиль в графіті, який часто можна побачити у його роботах. 
Він також приписує свій кочовий спосіб життя як своє головне натхнення, що збирає до купи те, що він описує як:
|                 | … Різна естетика кожного місця. Деякі мають специфічну культурну естетичність, мовні бар'єри, культурні бар'єри, тощо. Ці відмінності проходять вихором крізь мене, дивного Корінного чоловіка, що народився наприкінці 20-го століття і вступаючи в 21-ше століття. Я вважаю це поєднанням в конструкції моєї роботи та спроби показати цю складність |
| — Джефрі Гібсон | |

## Роботи

### «Сиром'ятні картини»
Поточна практика Гібсона включає малювання олією та акрилом по дерев'яних панелях, дубльованих сиром'ятною шкірою. Він переробляє знайдені об'єкти такі як античні дзеркала для гоління і прасувальні дошки та перетворює їх на недублену шкіру оленів, кіз та лосів. Гібсон поєднує внутрішні посилання Корінних Американців та жорстких модерністів. Його боксерська груша, зроблена з знайдених вічних боксерських сумок, вовняних ковдр армії США, скляного намиста, бляшаних дзвіночків та повторного використаних картин митця показують діалог між поп-культурами США та національними традиціями.

### «Атмосферні Пейзажі»
До цього його найбільш помітні роботи, настінні 3-вимірні абстракції, описувалися як «атмосферні пейзажі». Працюючи олійними фарбами він також зібрав об'єкти які стали підписом його робіт: пігнметнований силікон, пінополіуретан та бісер.

### Аерографія
Аерографія це ще один поширений інструмент, який він використовує у своїх картинах, скульптурах і гравюрах, включаючи олійну фарбу та аерозольну фарбу щоб створити абстракцію у неонових кольорах, зокрема Singular (2008) і Submerge (2007). Ці роботи також черпали натхнення з графіті, відображення міського життя Гібсона у Нью-Йорку.

### Тотеми
Створюючи власні тотемні скульптури, у 2009 році Гібсон виготовив серію тотемів для виставки в Сала Діаз, Сан Антоніо, штат Техас. Ці серії скульптур включали прибуття Гібсона за 5 днів до відкриття, щоб зібрати разом колекцію знайдених об'єктів, з метою створити те що описувалось митцями як «фантазія статевих партнерів, об'єктів бажання». Особливими об'єктами тотемів були манекени придбані у Craigslist, перука, пластикові квіти, іграшки, ковбойське взуття, горщики для квітів, його підписи аерозольною фарбою та інші об'єкти. Зрештою Гібсон створив дві людиноподібні фігури та тотемний стовп з квіткових горщиків. Письменник Бен Джадсон описав тотеми як спосіб Гібсона «використовувати стереотипи його власного народу як шлях дослідження, використання метафор у формуванні ідентичності, культурної критики та споживацтва, не втрачаючи права ліризму чи вдавання до лицемірства».

## Процес творення
Для того щоб дотримуватись звичних студійних годин, Гібсон воліє працювати між 10 ранку та 6 вечора. Його комп'ютер, мобільний телефон і кінофільми, зазвичай знаходяться в зоні його досяжності якщо під час роботи йому знадобилась перерва. Зазвичай на фоні грає музика, деколи випадкова, а деколи особливі записи з жанрами від африканського фанку, джазу, панк-, поп-музики, репу, R&B, диско і східно-індійські барабани.

## Сприйняття
Абстрактні роботи Гібсона порівнювались з такими митцями як Мартін Джонсон Хед, Сай Твомблі, Кріс Офілі та корінним австралійським мистецтвом. Художник та поет Джиммі Дарем заявив що гібсон «може бути нашим Майлзом Девісом» посилаючись на рідну Америку. Хтось прославляє його як Корінного художника, інші ж відзначають його можливість вільно пересуватись за межі світів Корінного та некорінного сучасного мистецтва.